# مینولتا سی‌ال‌ای
مینولتا سی‌ال‌ای (به انگلیسی: Minolta CLE) یک دوربین عکاسی تک‌لنزی بازتابی ساخت شرکت مینولتا است.